# Лещадность

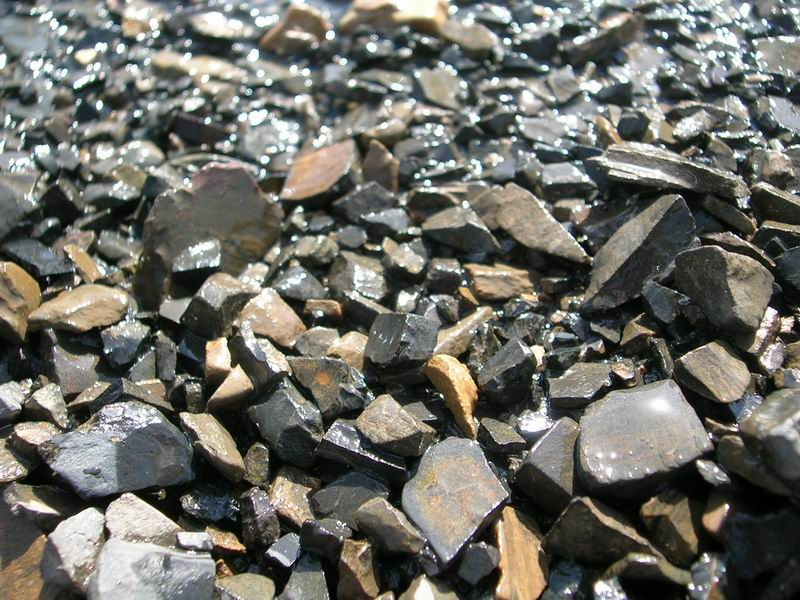
Щебень повышенной лещадности.

Лещадность — одна из самых важных характеристик щебня, характеристика формы зерен. Термин происходит от слова «лещадь» — плоская дощечка или каменная плитка.
Лещадность выражается в процентах содержания зерен пластинчатой и игловатой формы в общей массе щебня. Различные производственные и строительные процессы требуют нормировать содержание игловатых и пластинчатых зерен в используемом щебне. Зерно считается пластинчатым, если его толщина меньше длины в три и более раз. Игловатым — если длина превосходит ширину в 3 раза и более.
По значению показателя лещадности щебень относят к одной из пяти групп по ГОСТ 8267-93 в редакции № 3 от 24.04.2002 г. (по возрастанию лещадности; указан процент пластинчатых зерен в общей массе щебня):
- I группа — «кубовидный» щебень до 10 % включительно;
- II группа — «улучшенная» от 10 % до 15 % включительно;
- III группа — «обычная» от 15 % до 25 % включительно;
- IV группа — «обычная» от 25 % до 35 % включительно;
- V группа — «обычная» от 35 % до 50 % включительно;

Чем меньше лещадность щебня, тем ближе к кубу форма зерна, такой щебень считается более качественным. При производстве бетона он позволяет экономить связующее, так как даёт возможность провести плотную утрамбовку, с минимальными расстояниями между зернами. Такая экономия связующих компонентов позволяет понизить себестоимость готового изделия. Чем ближе щебень к кубовидному, тем большей прочностью он обладает.
Однако производство кубовидного щебня более затратно и требует высокого качества применяемого дробильного оборудования, что выражается в меньших объемах производства и более высокой стоимости. Кубовидный щебень преимущественно применяется в производстве бетона для ответственных конструкций и в качестве наполнителя для верхних слоев при строительстве дорог.